# Амијан Маркелин
Амијан Марцелин (лат. Ammianus Marcellinus, рођ. између 325-335. г. – умро око 400. г.) био је римски официр хеленског порекла и историчар. Његова Историја (Res Gestae= буквално Историјски подвизи ), написана на латинском језику, иако само делимично сачувана, представља најзнаменитије дело римске историографије после Тацитових, а уједно је и последње велико дело античке историографије.

## Антиохијски аристократа
О животу Амијана Марцелина знамо готово искључиво захваљујући аутобиографским подацима из његове историје. Родио се највероватнији у сиријској метрополи Антиохији, негде између 325. и 335. године. Може се само претпоставити да је био из породице која је припадала градској аристократији - куријалима (curiales), чије интересе речито заступа у неколико случајева. Захваљујући друштвеном положају и породичном богатству, Амијан се вероватно школовао у родном граду који је у то време био чувен по својим реторским школама и традицијама античке паганске учености. Касније је изгледа био кореспондент са учитељем беседништва Либанијем, једним од најчувенијих паганских интелектуалаца 4. века.

## Царски гардиста
Као младић Амијан је постао члан елитног гардијског одреда протектора (protectores domestici), из кога су регрутовани будући официри, па и цареви (Диоклецијан и Јовијан). У саставу јединице Амијан је 353. год био у пратњи Урсицина, заповедника римске коњице на Истоку (magister equitum Orientalis) чији се штаб налазио у Низибису, важној тврђави истуреној према Персији. Када је 354. сумњичави Констанције II уклонио цезара Гала, свог представника на Истоку и синовца, и Урсицин је позван у Милано да се оправда пред царем. Пратећи свог команданта, Амијан је кренуо пут Италије, а затим у Галију где је у Урсициновој пратњи учествовао у атентату на узурпатора Силвана у Келну 355. године. Урсицин је сада постао заповедник галских војски, али је команда у лето 356. поверена новопостављеном цезару Јулијану, који је својом енергијом, образовањем и аскетизмом стекао трајну Амијанову наклоност. Међутим, нови рат са Персијом је отпочео и Урсицин је сада послат на Исток, а Амијан Марцелин је, као један од млађих чланова гарде, служио као командантов курир. Пошто је захваљујући својој умешности спасао Урсицина и његов штаб од заробљаваља у близини Низибиса, Амијан је са својим надређенима послат у утврђену Амиду (данашњи Дијарбакир у Турској). Град је убрзо опседнут и после тешке опсаде од 72 дана морао се предати персијском краљу Шапуру II. Урсицин и неколицина његових људи, укључујући и Амијана, успели су ипак да се спасу и склоне у безбедну Антиохију. Након пада важног пограничног града, Урсицин је смењен, а Амијан је изгледа остао у служби при штабу у родној Антиохији. Знамо још да је 363. учествовао у злосрећном Јулијановом походу на Персију, али нам није познато у каквом својству. У науци се атрактивно, али недовољно основано предлагало да је могао бити заповедник једног одреда који је опслуживао опсадне справе. После Јулијанове смрти, вратио се у Антиохију и повукао из војне службе или је можда био отпуштен по налогу новог цара Валентинијана I 364. године.

## Историчар
Шта се даље дешавало са Амијаном, знамо само у цртицама. Изгледа да је у Антиохији почео да прикупља материјал из различитих области људског знања и допуњава белешке које је можда водио током своје војне службе. Посетио је Египат где се дивио културном средишту Александрије, али и древним споменицима Тебе. Нешто после великог подводног земљотреса 21. јула 366. године обишао је и Пелопонез. Вратио се затим у Антиохију и 371. био присутан на суђењима локалној аристократији, којој је и сам припадао, а која је оптужена за бављење магијским обредима. Могуће је да се и сам историчар нашао на ширем списку осумњичених. Најзад, нешто после 378. отпутовао је у Рим, престоницу Царства којој се, као паганин и римски традиционалиста, неизмерно дивио. У Вечни град, у коме је желео да заврши и презентује своју Историју, стигао је преко Тракије где је посетио једну од позорница фаталне битке код Хадријанопоља. Иако је као бивши гардиста уживао положај члана коњаничког сталежа (perfectissiumus), који је на римској друштвеној лествици био одмах испод сенаторског, Амијан није наишао на отворену добродошлицу међу римским патронима уметника и учењака. Са горчином и сарказмом историчар бележи да када је 383. у Риму завладала несташица жита, градски префект наредио свим странцима да напусте Град, али је ипак дозволио да преко 3000 плесачица и других забављача остане при пребогатим домаћинствима аристократа. Амијан је касније ипак успео да стекне наклоност и подршку римских патриција, а међу њима су могли бити пагански сенатор Симах Млађи и Констанцијев шурак хришћанин Ипатије. Његово дело је већим делом објављено и стекло је поштовање пре него што му је суграђанин из Антиохије, Либаније упутио честитку у писму из 392. године. Амијан је изгледа своје дело завршио пре 397. и вероватно је недуго затим и умро.

## Историја
По сопственим речима Амијан је саставио историју Римског царства од Нерве (96—98) до великог римског пораза у бици код Хадријанопоља 378. године. Историја је међутим сачувана само делимично, тачније сачуван је њен други део: од почетне 31 књиге до нас су стигле књиге од 14. до 31. које описују период од 353. до 378. године. При избору владавине Нерве за почетак свог дела, Амијан је изгледа желео да се надовеже на Тацитове Историје (68--98.). Тацит му је био узор и по другим мерилима, али се осећају утицаји и Цицерона, Тукидида и Салустија. Изгубљене књиге су вероватно биле компилативног карактера, али би нам данас свакако послужиле као поуздан извор за догађаје 3. и прве половине 4. века. Опис периода у коме је сам аутор живео представљао је изгледа квалитативну и квантитативну половину Историје. Амијан је био врло посвећен идеалу непристрасности, озбиљно је схватао задатак историчара без жеље да склизне у тривијалност, врло је убедљиво представљао драматичне тренутке попут опсаде Амиде којој је лично присуствовао, као и психолошке портрете владара и других актера догађаја. Обично се Амијанова историја једнострано и упрошћено оцењује као панегирик Јулијану, што она и јесте, али незнатним делом пошто и сам аутор подвлачи и оне потезе и особине који нису служили на част последњем паганском цару. Са друге стране, Амијан је уметнуо у своје дело и данас нама врло драгоцене географске-етнографске ескурсе о разним провинцијама и крајевима Царства (Исток, Тракија, Галија, Рим...) као и о народима који живе на римским границама (Персијанци, Хуни, Алани...). Иако паганин, Амијан се у неколико наврата изјашњавао врло повољно и толерантно према хришћанству, мада се, пре свега усред концепције дела, не осврће превише на прилике у хришћанској цркви и царској политици према њој. Пораз који су Готи нанели Валенсу код Хадријанопоља 378. године, Амијан је изгледа сматрао упечатљивим крајем једне епохе тако да се одлучио да са тим догађајем заврши своју историју.
Иако Грк, Амијан је писао своју историју на латинском, језику који је добро упознао током реторског школовања у Антиохији, као и током службе у гарди пошто је латински све до почетка 7. века остао званични језик римско-византијске војске. Избор латинског за језик на којем је писао можда је био диктиран Амијановој окренутости римској величини и традиционализму. Амијанов латински није раскошан као језик класичне књижевности Августовог доба али вероватно одражава говор период у коме је аутор живео. Што се извора тиче, Амијан је, као што је већ споменуто, током своје војне службе могао водити неку врсту кратког дневника. Доцније је, као необично савестан и темељан историчар, изгледа користио разнолику документарну грађу, аутентична царска писма, па чак и јавне натписе. Доста белешки направио је записујући сећања сведока догађаја од високих дворана, попут Јулијановог верног коморника евнуха Еутерија кога је срео у Риму, до анонимних учесника у великим догађајима, попут Валенсовог гардисте који је био уз цара на самрти. Најзад, Амијан је доста путовао, обилазио попришта различитих догађаја и можда о понечему дискутовао са својим савременицима и познаницима као што су били Либаније и Аурелије Виктор. Користио је и неке данас изгубљене наративне изворе нпр збирку царских биографија насталу средином 4. века која се у науци назива Kaisergeschichte.
Амијанова Историја донела је свом аутору славу већ за живота. Међутим, изгледа да је већ у 5. веку добар део уводних књига изгубљен, вероватно због свог компилаторног карактера. Почетком 6. века песник и граматичар Присцијан спомиње поименце Амијана као свој извор, а нешто касније га је стилски и тематски следио Касиодор. Након тога, Амијаново дело пало је у заборав, али је сачувано захваљујући труду и интересовању средњовековних калуђера. Од укупно 16 сачуваних рукописа, два најстарија су настала у 9. веку у немачким бенедиктинским манастирима Херсфелд и Фулда, а остали потичу из 14. и 15. века. Научној, па и широј јавности, Амијана је открио хуманиста Пођо Брачолини (1380—1459),"проналазач“ неколико Цицеронових говора и Лукрецијевог списа О природи ствари. Како би дошао до фрагмената Амијановог дела Брачолини је морао да поткупи једног од монаха из опатије Херсфелд. Данас, када се период Позне антике посматра као једна од занимљивијих области у историографији, чија се појмови и проблеми стално редефинишу и допуњују, Амијаново дело ужива велики углед, па и популарност.